# Finn zene
Finn zenének nevezzük a Finnországban szerzett zeneműveket és a finn népzenei alkotásokat összefoglaló néven.
A finn műzene gazdagsága főleg a XX. század második felében kiemelkedő a populáris alkotások terén, ez többek között a zenei oktatás eredménye. Szokás ezt finn hullám illetve finn támadás néven is emlegetni, különösen a kiemelkedő hangszeres tudást igénylő műfajok terén.

## A finn népzene

### Eredete

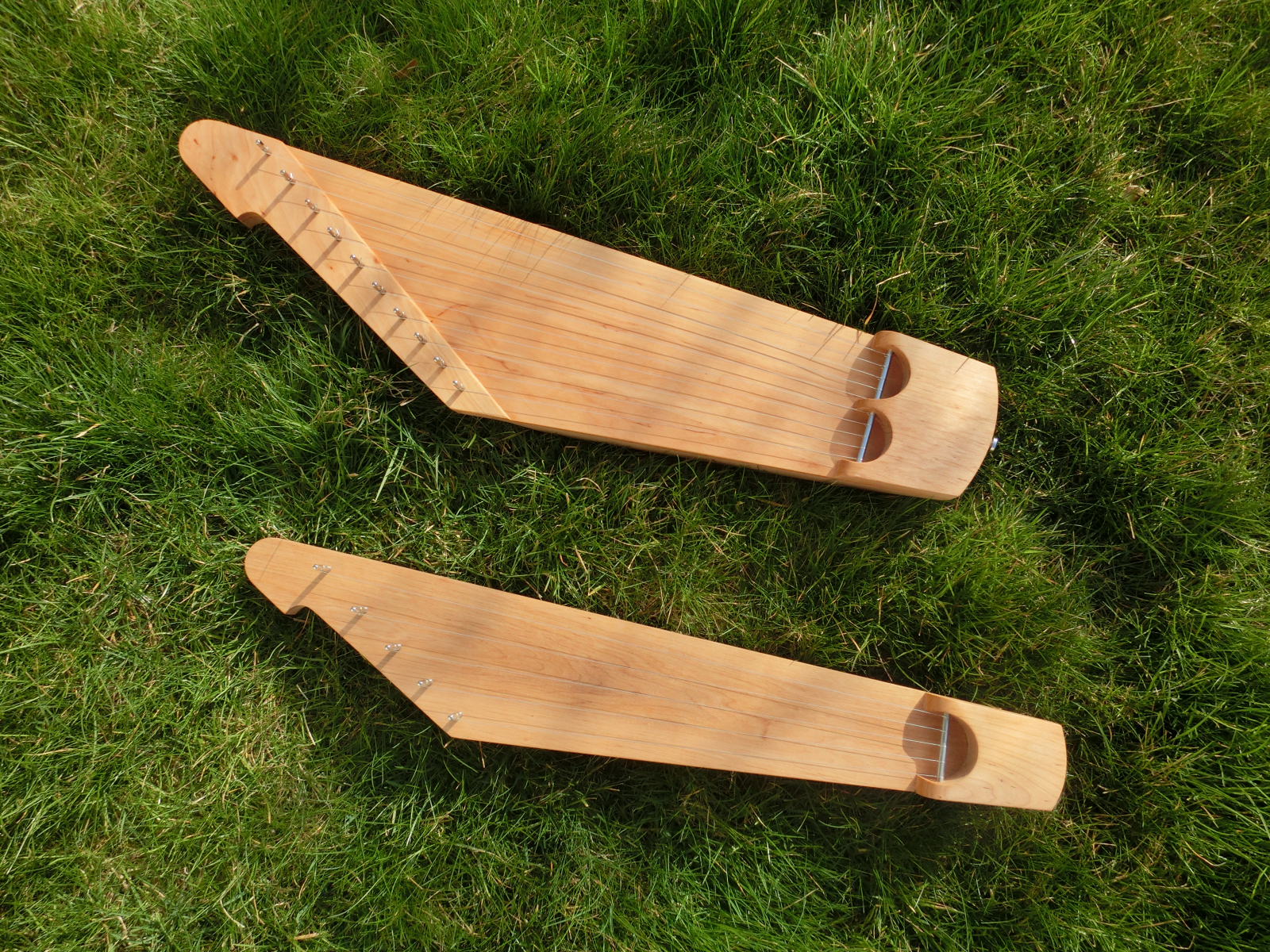
Öt- és tízhúros kantele. A kantele a finnek népi hangszere.

A finn nép zeneisége két rétegből áll. Az ősibb, korábbi dalok a ma Kalevalaként ismert dal és mondagyűjteményhez kapcsolódik, ezeket legnagyobb részben Elias Lönnrot gyűjtötte egybe. Ezek általában kíséret nélküli, vagy kantelével kísért epikus dalok, siratóénekek és lírák. A dalok pentatonikus skálán alapulnak, eszerint az ősi finn népi zene a magyarral közös eredettel rendelkezik. A dallamvezetés ugyanakkor egyszerűbb, kevésbé dallamos, a szövegekben pedig ritkán fordulnak elő rímek. Ez szintén a nagyon ősi eredetre utal.
A reformáció után a finn népzenében megjelennek külső hatások is, elsősorban a svéd zenéből származóan. Ebben már különféle hangszerek is szerepelnek, például a klarinét vagy a hegedű.
A népzene a finn zenei kultúrában a mai napig jelentős szerepet tölt be, szinte minden komoly- és könnyűzenei irányzatban megjelenik. Ez egyben a finn zenei kultúra egyediségét is jelenti, ennyire erős jelenléte a folklórnak kevés népnél tapasztalható. Népzenei fesztiválokat minden évben szerveznek, ezek közül a legismertebb a a Kaustinenben évente megrendezett összejövetel.
A finneknél a népzene a nemzeti érzelem lényeges és erős tartozéka, ennek megfelelően igen jelentős a népzene jelenléte a zenei kultúrában. 1968.-ban 19 szervezet közösen alapította meg a finn népzenei hagyományokat ápoló Suomen Kansanmusiikkiliitto egyesületet.

### Jellemzői
Az ősi finn népzene pentatonikus skálájú, viszonylag egyszerű dallamvezetésű.

## A finn műzene
A finn kultúrában központi szerepet tölt be a zeneművészet. Ez már az ősi dalokban, történetekben nyomot hagyott, a népi regék hősi is zenével, dallal győzedelmeskedtek, teremtettek és romboltak. Nem meglepő, hogy az előadóművészek, zeneszerzők állami támogatást kapnak, így megélhetésük biztosított. Az oktatás már a kisgyermekek számára megkezdődik, így nem meglepő, hogy a sekélyes zenei és tartalmi mondanivalójú modern popzene sokkal kevésbé egyeduralkodó, mint más országokban.

### Komolyzene

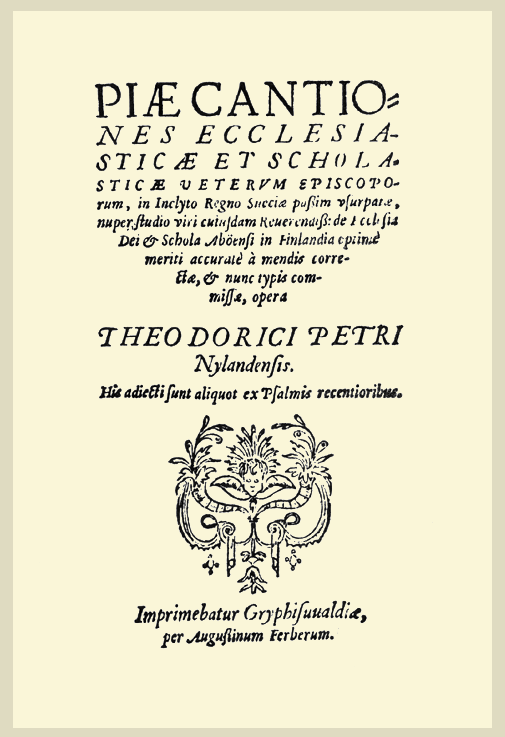
A Piæ Cantiones 1. kiadásának címlapja

A 17. századig Finnországban a műzenét főként a keresztény egyházzene jelentette. nagy számban születtek Szent Henrik-misék. A Domonkos-rend 1242-ben alapított kolostort Turkuban, és finnül térített. Később a protestánsok is jelentős zenei kódexeket hagytak az utókorra. A gregorián dallamokat latinul és finnül énekelték. Ezekből született a finn zene első ismert dokumentuma, a Jakobus Petri Finno (Jaakko Suomalainen, 1540 k.−1588) pap által szerkesztett Piæ Cantiones énekgyűjtemény, ami 1582-ben a pomerániai Greifswaldban jelent meg.
A 16. században már megjelent a világi zene is. Turku várában az 1570-es években öt udvari zenész szolgált. A 17. század elején már saját zenekara volt a városnak. Nagy lökést adott a finn zenének a Turkui Egyetem 1640-es megalapítása. 1673-ból származik innen az első zenei tárgyú értekezés. A reformáció hatására a helyi székesegyház kórusa és zenekara már templomon kívül is fellépett, pl. passió-előadásokkal. III. Gusztáv svéd király uralkodása, a gusztáviánus kor elhozta a felvilágosodást is Finnországba. Humanista tudósok léptek színre, közülük a legjelentősebb Henrik Gabriel Porthan (1739−1804), aki a finn ősköltészettel is foglalkozott.  1770-ben társaival megalakította az (elvileg titkos) Auróra Kört. A társaság rendezte az első finnországi nyilvános hangversenyt 1773. augusztus 19-én. A következő évben alakult a legjelentősebb finn zenei szervezet, a Turkui Zenebarátok Társasága (Turun Soitannollinen Seura), ami az egész zeneélet legfőbb előrelendítője volt. A tagok népzenegyűjtéssel és a zenei nevelés kérdéseivel is aktívan foglalkoztak.

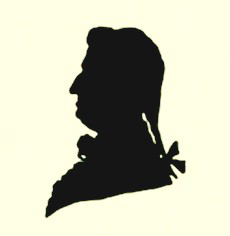
Eric Tulindberg árnyékrajza (ismeretlen szerző műve)

Az első ismert finnországi zeneszerző Eric Tulindberg (1761−1814) volt, aki a polgári életben a megyei kamarásságtól az államtanácsi tagságig jutott el. Zeneművei egy évszázadig lappangtak. Foglalkozott népzenegyűjtéssel is. Saját stílusán Haydn és Mozart hatása mutatkozik meg, de epigon nem volt.
A következő jelentős szerző Beethoven kortársa, Thomas Byströmm (1772−1839) volt, akinek a műveirere a korai romantika volt hatással. Legjelentősebbek kamarazenei művei. Zenetanár, hegedűs és zongoraművész is volt.
Finnországi svéd volt a főként muzsikusként jelentős Carl Ludwig Lithander (1773−1843). Szinte egész Európát bejárta, harcolt az orosz−svéd háborúban (1788−1790). Szerzeményei szalondarabok zongorára. 

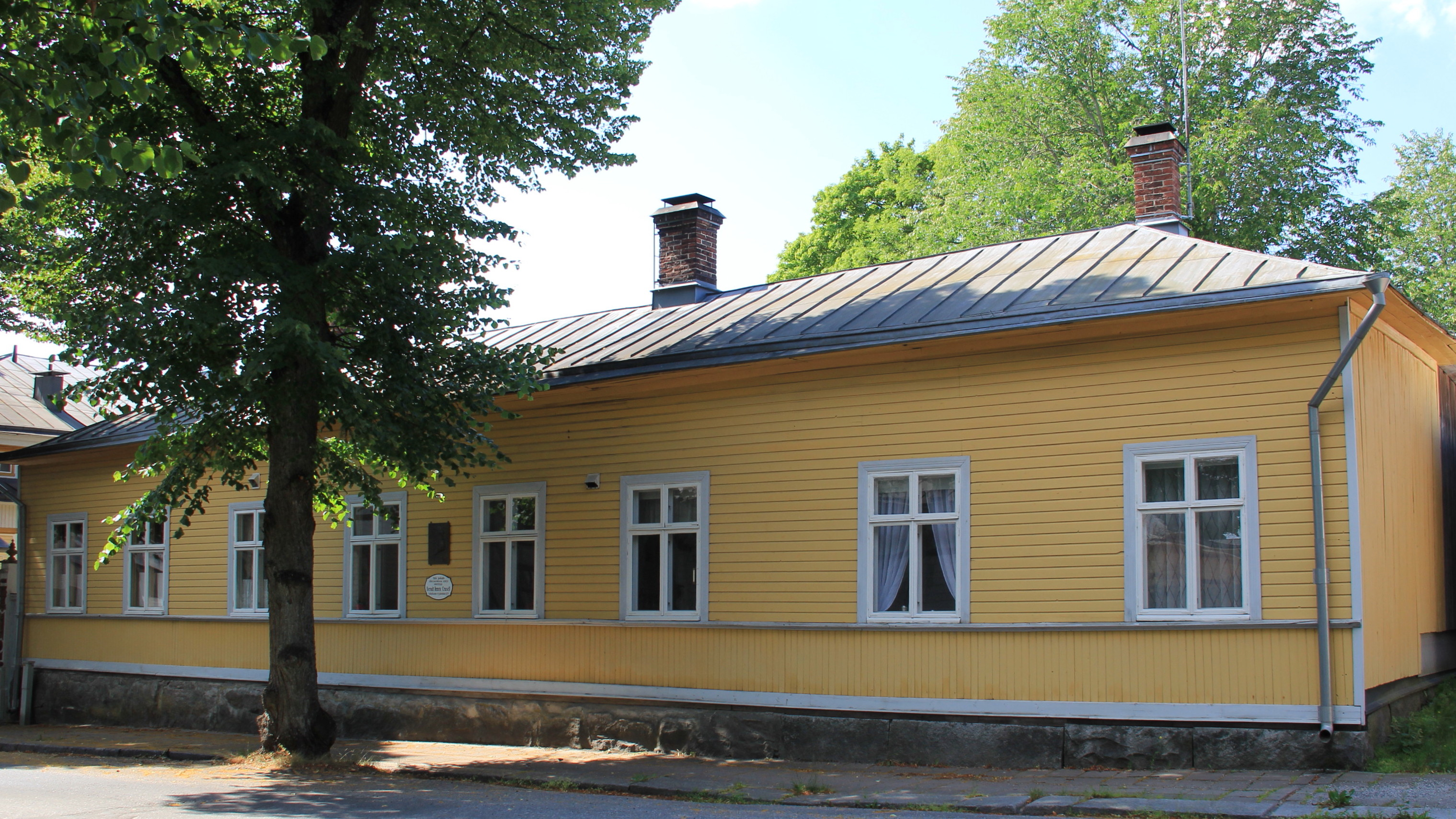
Bernard Henrik Crusell szülőháza Uusikaupunkiban

Bernard Henrik Crusell (1775−1838) finnországi svéd komponista, a 19. század elején a svéd birodalom legismertebb zeneszerzője (és klarinétművésze) volt. Lithanderhez hasonlóan Finnországon kívül működött. Főként fúvós darabokat írt és svéd nyelvű operákat. Szülőhazájában sosem vált népszerűvé.
Az 1808–09-es finn–orosz háború nagy fordulatot hozott az ország életében. 1827-ben egy tűzvész csaknem teljesen megsemmisült Turku, a főváros Helsinki lett, az egyetemet a következő évben oda helyezték át, s ezentúl a kulturális életnek is ez lett a központja. Az addigi műkedvelő arisztokratákat lassan felváltották a jól képzett hangszerjátékosok. 

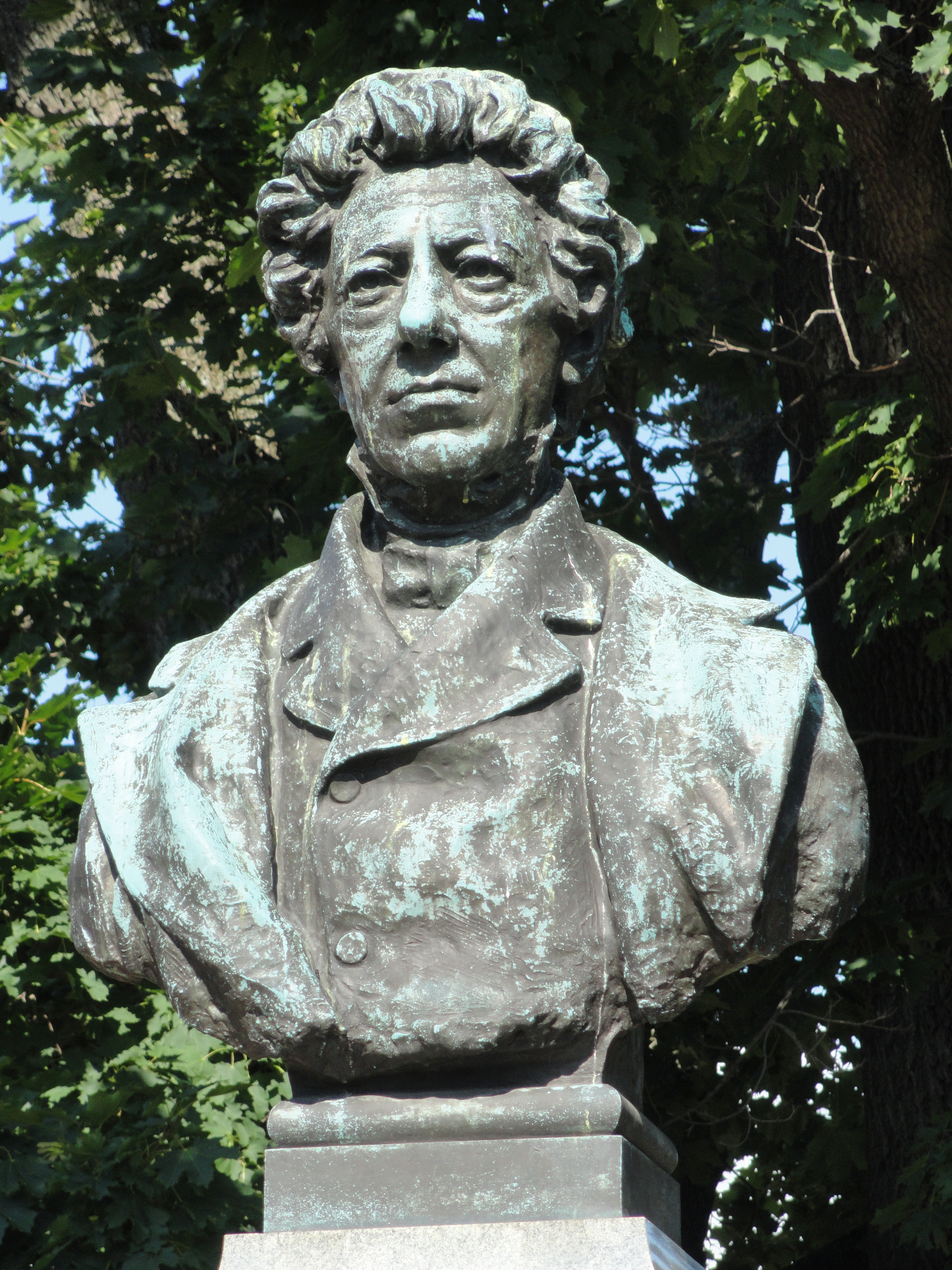
Fredrik Pacius büsztje Helsinkiben

Nagy lökést adott az ország zenei életének az 1834-től a Sándor Egyetemen oktató, az országban végleg letelepedő német zeneszerző, Fredrik (Friedrich) Pacius (Hamburg, 1809–Helsinki, 1891). Ő komponálta Johan Ludvig Runeberg versére a Maamme/Vårt land (Hazánk) c. kórusművet, Finnország himnuszát és az első finn nyelvű operát (1852). A zeneszerzés mellett szervezőnek is kiváló volt. Állandó zenekar mellett egyetemi kórust is szervezett, az egész főváros zenei életét fellendítette, rendszeresen szervezett hangversenyeket saját anyagi támogatásával. Utóda Richard Faltin (1835–1918) lett.
A krími háború után vált lehetővé, hogy tehetséges finn muzsikusok Lipcsében tanulhassanak, és az ott képzettekből alakult ki a a finn zenetörténetben lipcsei iskolaként emlegetett irányzat. Közéjük tartozott többek közt Gabriel Lindsén (1838–1914), a rövid életű, főként dalszerző Filip von Schantz (1834–1865), Ernst Fabritius (1842–1899)
A 19 század közepén jelentkeztek az első finn dalszerzők, akik a kor nagy hazai költőinek verseit zenésítették meg: Fredrik August Ehrström (1801–1850) és Karl Collan (1828–1871). Axel Gabriel Ingelius (1822–1868) dalok mellett a második finn szimfónia szerzője, Pacius után ő írt finn operát. Az első finn hivatásos zenekritikusnak is tekinthető, harcolt az országban működő külföldi zenészek mindenek fölé helyezése ellen.

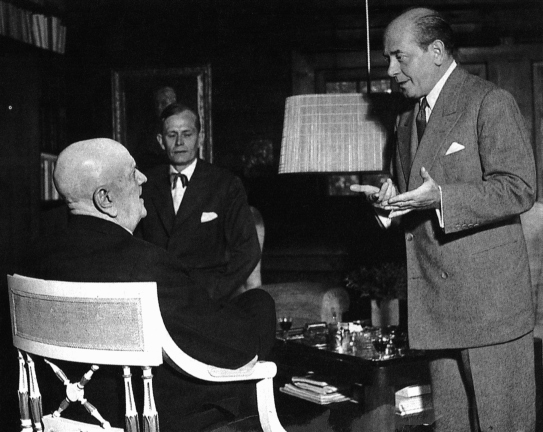
Jean Sibelius és Ormándy Jenő 1951-ben

Finnország legismertebb, nemzetközi hírű zeneszerzője Jean Sibelius, az utolsó romantikusok egyike. Elsősorban szimfóniáiról és szimfonikus költeményeiről ismert, egyben a finn hazaszeretet egyik legfontosabb forrása. Bel- és külföldi ismertsége és népszerűsége olyan nagy volt, hogy mellette nehéz volt más finnországi komponistának érvényesülnie.
Csaknem egyszerre indult Sibeliussal, és hasonlóan sikeressé vált Erkki Melartin 
(1875–1937). A karéliai hatások mellett már igazi nemzetközi stílusban alkotott. Az impresszionalizmus finn változatát teremtette meg az évekig Olaszországban élt Selim Palmgren (1878–1951).
A zeneszerzőként csak tíz évvel a polgárháborúban történt meggyilkolása előtt elismertté váló Toivo Kuula (1883–1918) inspirációját Finnország arról a tájáról merítette, ahol felnőtt. Özvegye, Alma Kuula (1884–Kuula) fáradhatatlanul népszerűsítette férje dalait. A két világháború között háromszor lépett fel Budapesten. Magyarországon is jól ismert a Debussy-tanítvány Leevi Madetoja (1887–1947), aki leginkább melankolikus zenekari műveivel írta be nevét a zenetörténetbe.
A 20. század első felének legjelesebb nemzeti romantikus szerzői a főként operakomponista Oskar Merikanto (1868–1924), Armas Järnefelt (1869–1958) főként énekkarra író szerző (és Sibelius sógora), aki fel is hagyott apósa miatt a zeneszerzéssel, és karmesterként tudott csak érvényesülni, Sibelius stílusának követői Lauri Ikonen (1888–1966) és Bengt von Törne (1891–1967), Melartin útján járt Heino Kaski (1885–1957).
Ilmari Hannikainen (1892–1955) jeles zongoraművész és -tanár volt, aki hangszere irodalmát is sok jelentős művel gyarapította.
Ilmari Krohn (1867–1960) népzenegyűjtő, egyházzenész és szakrális művek alkotója volt. A Wagner-operák modorában írta Tuhotulva (Özönvíz, 1918) c. operáját. Számos követőt hagyott maga után az egyházzenében.
Armas Launis (1884–1959) gyűjtött népzenét, jeles zenetudós volt. Élete nagy részét a Mediterráneumban töltötte, ezért otthon szinte ismeretlen. Legfőbb érdeme, hogy nagyszámú operájával teljesen megújította a zenés színpadi művek Pacius által teremtett stílusát.

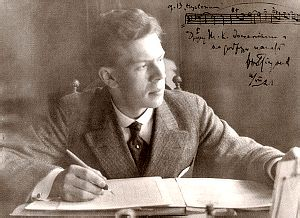
Ernest Pingoud

Az első világháború alatt érlelődött meg a követelés arra, hogy a finn zene nyisson az új európai irányzatokra, az impresszionizmusra és az expresszionizmusra. Aarre Merikanito (1893–1958) még a régi lipcsei iskolában tanult Max Regernél, de közben már megismerkedett a kora német expresszionista művekkel. Az atonális zene úttörője hazájában. Moszkvában együtt járt Väinö Raitioval (1891–1945), ahol Alekszandr Szkrjabin zenéje sokkolta őket. A finn modernizmus harmadik elindítója az igazi kozmopolita Ernest Pingoud (1888–1942) volt. Hugenotta ősök, finn apa, orosz anya keveréke volt. Az 1917-es oroszországi események miatt telepedett át Finnországba. Stílusa Wagnertől jutott el Debussyn és Alban Bergen át a futurizmusig jutott el.
Őket követte Yrjö Kilpinen (1892–1959), az északi dalstílus megújítója, Maurice Ravel csendes és félénk tanítványa, Uuno Klami (1900–1961), akinek tüzes zenekari darabjai beépültek a finn zenekarok törzsrepertoárjába, Sulho Ranta (1901–1960), aki az expresszionizmustól visszatért az impresszionizmushoz.
A második világháború után indult új nemzedék már megismerhette a Schönberg utáni nyugati Neue Musik-ot. Többeket elsodort a dodekafónia, de voltak, akik ettől távol tartották magukat: a finnországi svéd Einar Englund (1916–1999), Bengt Johansson (1914–1989), Tauno Pylkkänen (1918–1980) és Matti Rautio (1922–1986), aki zenetudósként is jelentős volt. 

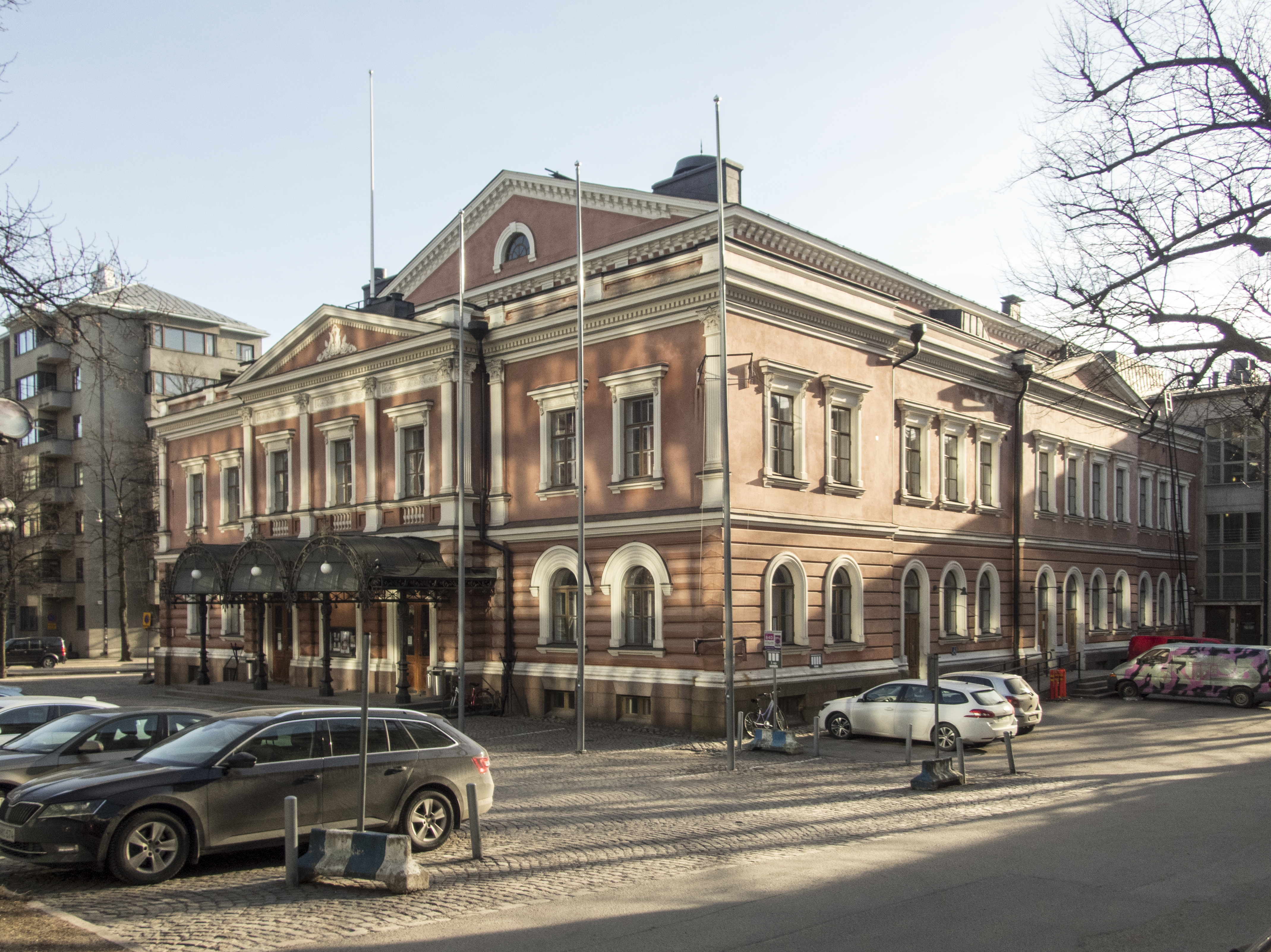
A Sándor Színház

Operát sokáig csak a Stockholmból Szentpétervárra utazó vándortársulatok játszottak. Popini Albert Finnország a XIX. században c. munkájában említi, hogy 1849-ben műkedvelők előadták a Sevillai borbélyt. 1852-ben volt Pacius operájának bemutatója. 1872-ben alapította Kaarlo Bergbom (1843–1906) a Finn Színházat, aminek a következő évben zenés tagozata is lett. Itt játszottak először finnül operát, a Lammermoori Luciát. A „drága műfajt” hamarosan leépítették. Emmy Achté (1850–1924), a társulat legnagyobb énekes sztárja az 1891–92-es évadban sikertelenül próbálkozott az előadások újraindításával. Állandó, de még saját játszóhely nélküli társulatot Edvard Fazernek (1861–1943) és Aino Acktének (1876–1944) sikerült létrehoznia 1911-ben Kotimainen ooppera ('Hazai opera') néven. 1919-ben megkapták a II. Sándor cárról elnevezett orosz színház (Aleksanterin teatteri) épületét. Egészen 1993-ig ez volt a Finn Nemzeti Opera épülete.  

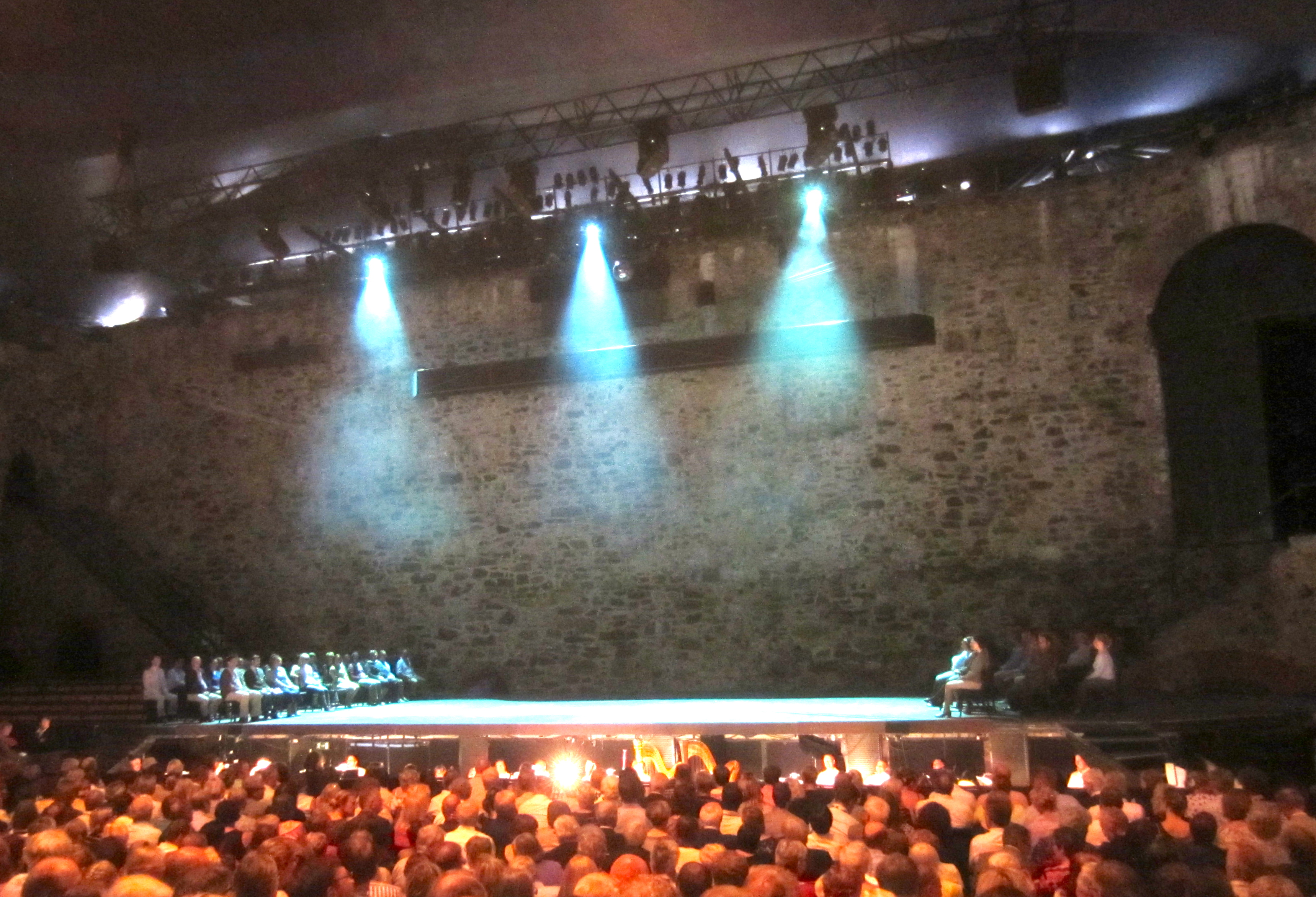
A színpad Szent Olaf várában

Fazer és Ackté ötlete volt a savonlinnai Olavinlinna Szent Olaf várban nyaranta tartott operafesztivál megrendezése 1912-től. äz első világháború miatt 1917-ben megszakadtak az előadások, de 1967-ben a korábbinál gazdagabb programmal indult újra, és műra a legjelentősebb operafesztiválok közé emelkedett. A balettet nehezen kedvelték meg a finnek. Az 1920-as években voltak az első előadások, mindig az operaház aktuális épületében. A második világháború után a szovjet mintájú balettképzés jelentős színvonal-emelkedést hozott. A legjelentősebb operaszerzők Joonas Kokkonen és Aulis Sallinen.
A modern technológiák a klasszikus zene terén is terepet nyernek, ez is jele a társadalom nyitottságának. Radikálisan újító módon elektronikus és számítógépes zenei megoldásokkal dolgozik Kaija Saariaho, és ez a szemlélet nyilvánul meg Esa-Pekka Salonen karmesteri tevékenységében is.

### Átmeneti műfajok
A finn oktatásnak köszönhetően a zenei műveltség általánosnak mondható, ennek köszönhetően a populáris zenei stílusokban is kiemelkedő alkotók és csoportok találhatóak. A liberális társadalomnak köszönhetően ez minden stílusban észrevehető, nem szorítkozik a szűkebb értelemben vett popzenére.
A zenekarokra általában jellemző egyfajta melankolikus dallamvilág, illetve a természetközeli zenei és szövegi szemlélet. Egyes alkotók, zenekarok esetében ez szinte koncepciózusan fordul elő, másoknál esetleg csak érintőlegesen, vagy háttérként.

#### Dzsessz
Finnországban a dzsessz műfaj 1972 óta a a Helsinki Pop&Jazz Konzervatórium hivatalos tananyaga, ezt 1983-ban a Sibelius Akadémia is átvette.
A finn stílus a skandinávnak nevezett zsáner egyik jelentős tagja. Jellemzően egyszerűbb, "spórolósabb" a megfogalmazása, egyesek ezt egyenesen Jean Sibeliushoz kapcsolják. Az ő szállóigéje volt ugyanis: "Ne írj fölösleges hangjegyet!"
Pori város nemzeti parkjában rendezik meg minden évben a nemzetközi hírű dzsesszfesztivált. Ezen túl több jelentős esemény is megrendezésre kerül, illetve a klubok hálózata az egész országot átszövi.

### Üzleti zene

#### Rock, rock and roll
A rockzene viszonylag későn honosodott meg Finnországban, és csak a hetvenes évektől beszélhetünk finn irányzatról. A hatvanas években főleg nemzetközi slágerek előadásával találkozhatott a hallgatóság, ezeknek köszönhetően szilárdult meg a stílus. A zene finnsége főleg a mindennapokról szóló témákban és jellegzetes dallamokban nyilvánul meg. Neves együttes az Eppu Normaali.

#### Hard rock és metal
A Metal Archives portál 3775 zenekart sorol fel, ezek közül 2039 jelenleg is aktív. Ezzel az ország jelentős hírnévre tett szert, népesség arányában ugyanis kiugróan nagy számú hard rock és heavy metal előadóval találkozhat az érdeklődő. Félig-meddig tréfásan meg szokták jegyezni, hogy a világ országai közül Finnországban a legmagasabb az egy főre eső metálegyüttesek száma.
Már a 70-es években jöttek létre számon tartott együttesek, ezek közül a legkorábbi az 1975-ben megalapított Hard Rock Sallinnen. Ezek után a nyolcvanas években már száznál is több együttes alakult, de a finn robbanásnak nevezett jelenség a 90-es évek végétől a 2000-es évek közepéig tartott, ekkor a jelenlegi együttesek mintegy harmada formálódott meg.
A finn zenekarok jellemzője a melankolikus, időnként letargikus hangulat és a misztikumra való hajlam. Ennek megfelelően inkább a sötétebb és emocionálisabb zenekarok a gyakoriak, bár kissé paradox módon az egyik legismertebb együttes éppen a szimfonikus power metalt játszó Nightwish. Zeneileg általános a magas hangszeres tudás és a komoly, mély szövegek, éppen ezek azok, amik miatt az ország zenekarai megelőlegezett bizalmat élvezhetnek, és erre igyekszenek is rászolgálni.
A Nightwish mellett a másik rendkívül ismert együttes az Amorphis, akik a Kalevala világát és a népies dallamokat elegyítik a karcos, death metalból származó megszólalással.

#### Rap, hip-hop
A finn rap és hiphop műfaj egyik jellemzője, hogy jellemzően finn nyelven van megfogalmazva, ennek köszönhetően a ritmizáltság mellett egyfajta dallamvezetés is megjelenik benne. Magával a műfajjal egyetemi szinten foglalkoznak, a liberális szemléletnek köszönhetően a többi műfajjal egyenrangúnak tekintik, előítéletek nélkül. Ennek megfelelően, akárcsak a rock és metál színtér, a hiphop-szcéna is igen jelentős aktivitással és elismertséggel rendelkezik.
Maga a színtér már a nyolcvanas évek elején jelen volt, az első hivatalos kiadvány az 1983-as "I'm Young, Beautiful and Natural" volt General Nassja előadásában. Ekkoriban még jórészt angolul énekeltek, verseltek, de az 1990-es áttörés óta a nemzeti érzelmek kifejezésére egyre gyakoribb a finn nyelv használata.
A finnországi rappereket räppäri-nek nevezik, és két kategóriájuk van:
1. a főleg politikai és szociális témákat boncolgató underground művészek és a
2. partizást, nőket vagy autókat megéneklő mainstream előadók.

A művészeti ágak közötti kölcsönös elismerés és elismertség eredményeképpen a rapperek rendszeresen együttműködnek más műfajok zenészeivel, illetve a háttérzenekarok sok esetben más együttesek zenészeiből állnak.

#### Dance, techno és elektronikus zene
Ezekben a műfajokban a finn jelenlét marginális, habár vannak jegyzett előadók a nemzetközi színtéren. A témában elmélyedtebb műelemzők szerint is a finnországi elektronikus színtérnek még ott a tojáshéj a fenekén, habár az első alkotások a 60-as évek végére datálhatóak. Ismertebb előadók Mika Vainio vagy Jori Hulkkonen.
Említésre méltó a pszichedelikus trance műfaj egy jellegzetesen helyi stílusa, a suomisaundi.

## A finn zeneoktatás
1882-ben Martin Wegelius igazgatásával nyílt meg a Helsinki Zenei Intézet, az ország első zeneiskolája. A tanárok többsége külföldi volt. Itt kezdte tanulmányait a még hegedűsnek készülő Sibelius is. 1911 és ’36 között, Erkki Melartin vezetése idején jelentősen emelkedett az oktatás színvonala, ennek köszönhetőnek 1924-től Helsinki Konzervatórium néven működött az iskola. 1936-ban Ernst Linko zongoratanárt nevezték ki igazgatónak, aki 1959-ig maradt ezen a poszton. 1939-ben kapta meg az intézmény máig használt nevét, a Sibelius Akadémiát. Ekkortól már felsőoktatási intézménynek számított. 1980-ig államilag támogatott magánintézmény volt a besorolása, 1980-ban államosították, és a többi egyetemhez igazították vizsgarendszerét.
1900-tól a Helsinki Egyetemen is volt zenetudományi és népzenei képzés Ilmari Krohn irányításával.
Az oktatás már igen korán megkezdődik. Az általános iskolában zenei osztályok indulnak, így a gyerekek muzikalitását már korán fejlesztik. A fiatalok így aktív résztvevői a zenei életnek, fesztiváloknak, és bátran kísérleteznek a különféle műfajokkal, könnyedén lépik át a műfaji határokat.